# Metropolitana di Dongguan
La metropolitana di Dongguan è un sistema di trasporto urbano che serve la città di Dongguan.

## Storia
La costruzione della metropolitana di Dongguan è ufficialmente cominciata il 26 marzo 2010.
Il 27 maggio 2016 è stato inaugurato il primo tratto della linea 2.
Le linee in progetto sono 4 ed è previsto che nel 2019 siano operative le prime 3, per una lunghezza totale di 164,6 km.

## Linee
|  | Linea   | Percorso                                 | Inaugurazione | Ultima estensione | Lunghezza | Stazioni |
|  | ------- | ---------------------------------------- | ------------- | ----------------- | --------- | -------- |
|  | Linea 2 | Stazione di Humen - Stazione di Dongguan | 2016          |                   | 37,7      | 15       |